# Tour d'Andalousie 2015
La 61e édition du Tour d'Andalousie a eu lieu du 18 au 22 février 2015. La course fait partie du calendrier UCI Europe Tour 2015 en catégorie 2.1.
Elle a été remportée par le Britannique Christopher Froome (Sky), vainqueur de la quatrième étape, qui s'impose de deux secondes devant l'Espagnol Alberto Contador (Tinkoff-Saxo), lauréat de la troisième étape, et de 2 min 38 s sur un autre Espagnol Beñat Intxausti (Movistar).
Froome s'impose dans le classement par points, l'Espagnol Peio Bilbao (Caja Rural-Seguros RGA) remporte celui de la montagne et l'Allemand Simon Geschke (Giant-Alpecin) gagne celui des Metas Volantes. La formation britannique Sky termine meilleure équipe, Froome remporte en plus le classement du combiné, l'Espagnol Luis Ángel Maté (Cofidis) termine meilleur coureur andalou et Contador meilleur coureur espagnol.

## Présentation

### Équipes
Classé en catégorie 2.1 de l'UCI Europe Tour, le Tour d'Andalousie est par conséquent ouvert aux WorldTeams dans la limite de 50 % des équipes participantes, aux équipes continentales professionnelles, aux équipes continentales et aux équipes nationales.
Vingt-deux équipes participent à ce Tour d'Andalousie - onze WorldTeams, onze équipes continentales professionnelles et deux équipes continentales :
| UCI WorldTeams      | UCI WorldTeams | UCI WorldTeams |
| Nom de l'équipe     | Pays           | Code           |
| ------------------- | -------------- | -------------- |
| AG2R La Mondiale    | France         | ALM            |
| Astana              | Kazakhstan     | AST            |
| FDJ                 | France         | FDJ            |
| Giant-Alpecin       | Allemagne      | TGA            |
| IAM                 | Suisse         | IAM            |
| Lotto NL-Jumbo      | Pays-Bas       | TLJ            |
| Lotto-Soudal        | Belgique       | LTS            |
| Movistar            | Espagne        | MOV            |
| Sky                 | Royaume-Uni    | SKY            |
| Tinkoff-Saxo        | Russie         | TCS            |
| Trek Factory Racing | États-Unis     | TFR            |

| Équipes continentales professionnelles | Équipes continentales professionnelles | Équipes continentales professionnelles |
| Nom de l'équipe                        | Pays                                   | Code                                   |
| -------------------------------------- | -------------------------------------- | -------------------------------------- |
| Caja Rural-Seguros RGA                 | Espagne                                | CJR                                    |
| CCC Sprandi Polkowice                  | Pologne                                | CCC                                    |
| Cofidis                                | France                                 | COF                                    |
| Colombia                               | Colombie                               | COL                                    |
| Europcar                               | France                                 | EUC                                    |
| MTN-Qhubeka                            | Afrique du Sud                         | MTN                                    |
| Roompot                                | Pays-Bas                               | ROO                                    |
| RusVelo                                | Russie                                 | RVL                                    |
| Topsport Vlaanderen-Baloise            | Belgique                               | TSV                                    |
| UnitedHealthcare                       | États-Unis                             | UHC                                    |
| Wanty-Groupe Gobert                    | Belgique                               | WGG                                    |

| Équipes continentales | Équipes continentales | Équipes continentales |
| Nom de l'équipe       | Pays                  | Code                  |
| --------------------- | --------------------- | --------------------- |
| An Post-ChainReaction | Irlande               | SKT                   |
| Burgos BH             | Espagne               | BUR                   |

## Étapes
| Étape      | Date       | Villes étapes                    |                             | Distance (km) | Vainqueur d’étape  | Leader du classement général |
| ---------- | ---------- | -------------------------------- | --------------------------- | ------------- | ------------------ | ---------------------------- |
| 1rea étape | 18 février | La Rábida - Hinojos              | Étape de plaine             | 118,3         | Pim Ligthart       | Pim Ligthart                 |
| 1reb étape | 18 février | Coria del Río - Coria del Río    | Contre-la-montre individuel | 8,2           | Javier Moreno      | Alberto Contador             |
| 2e étape   | 19 février | Utrera - Lucena                  | Étape vallonnée             | 191,7         | Juan José Lobato   | Alberto Contador             |
| 3e étape   | 20 février | Motril - Alto de Hazallanas      | Étape de montagne           | 157,6         | Alberto Contador   | Alberto Contador             |
| 4e étape   | 21 février | Maracena - Alto de las Allanadas | Étape de montagne           | 199,8         | Christopher Froome | Christopher Froome           |
| 5e étape   | 22 février | Montilla - Alhaurín de la Torre  | Étape de plaine             | 169,8         | Juan José Lobato   | Christopher Froome           |

## Déroulement de la course

### 1rea étape
| Classement de l'étape | Classement de l'étape | Classement de l'étape | Classement de l'étape       | Classement de l'étape |
|                       | Coureur               | Pays                  | Équipe                      | Temps                 |
| --------------------- | --------------------- | --------------------- | --------------------------- | --------------------- |
| 1er                   | Pim Ligthart          | Pays-Bas              | Lotto-Soudal                | en 3 h 1 min 44 s     |
| 2e                    | Fábio Silvestre       | Portugal              | Trek Factory Racing         | + 2 s                 |
| 3e                    | Grega Bole            | Slovénie              | CCC Sprandi Polkowice       | + 2 s                 |
| 4e                    | Michael Van Staeyen   | Belgique              | Cofidis                     | + 2 s                 |
| 5e                    | Tyler Farrar          | États-Unis            | MTN-Qhubeka                 | + 2 s                 |
| 6e                    | Mirko Selvaggi        | Italie                | Wanty-Groupe Gobert         | + 2 s                 |
| 7e                    | Edward Theuns         | Belgique              | Topsport Vlaanderen-Baloise | + 2 s                 |
| 8e                    | Maciej Paterski       | Pologne               | CCC Sprandi Polkowice       | + 2 s                 |
| 9e                    | Daniele Ratto         | Italie                | UnitedHealthcare            | + 2 s                 |
| 10e                   | Sjoerd van Ginneken   | Pays-Bas              | Roompot                     | + 2 s                 |
| modifier              |                       |                       |                             |                       |

| Classement général | Classement général  | Classement général | Classement général          | Classement général |
|                    | Coureur             | Pays               | Équipe                      | Temps              |
| ------------------ | ------------------- | ------------------ | --------------------------- | ------------------ |
| 1er                | Pim Ligthart        | Pays-Bas           | Lotto-Soudal                | en 3 h 1 min 44 s  |
| 2e                 | Fábio Silvestre     | Portugal           | Trek Factory Racing         | + 2 s              |
| 3e                 | Grega Bole          | Slovénie           | CCC Sprandi Polkowice       | + 2 s              |
| 4e                 | Michael Van Staeyen | Belgique           | Cofidis                     | + 2 s              |
| 5e                 | Tyler Farrar        | États-Unis         | MTN-Qhubeka                 | + 2 s              |
| 6e                 | Mirko Selvaggi      | Italie             | Wanty-Groupe Gobert         | + 2 s              |
| 7e                 | Edward Theuns       | Belgique           | Topsport Vlaanderen-Baloise | + 2 s              |
| 8e                 | Maciej Paterski     | Pologne            | CCC Sprandi Polkowice       | + 2 s              |
| 9e                 | Daniele Ratto       | Italie             | UnitedHealthcare            | + 2 s              |
| 10e                | Sjoerd van Ginneken | Pays-Bas           | Roompot                     | + 2 s              |
| modifier           |                     |                    |                             |                    |

### 1reb étape
| Classement de l'étape | Classement de l'étape | Classement de l'étape | Classement de l'étape | Classement de l'étape |
|                       | Coureur               | Pays                  | Équipe                | Temps                 |
| --------------------- | --------------------- | --------------------- | --------------------- | --------------------- |
| 1er                   | Javier Moreno         | Espagne               | Movistar              | en 9 min 51 s         |
| 2e                    | Wilco Kelderman       | Pays-Bas              | Lotto NL-Jumbo        | + 2 s                 |
| 3e                    | Jérôme Coppel         | France                | IAM                   | + 4 s                 |
| 4e                    | Alberto Contador      | Espagne               | Tinkoff-Saxo          | + 6 s                 |
| 5e                    | Bob Jungels           | Luxembourg            | Trek Factory Racing   | + 6 s                 |
| 6e                    | Beñat Intxausti       | Espagne               | Movistar              | + 7 s                 |
| 7e                    | Gorka Izagirre        | Espagne               | Movistar              | + 11 s                |
| 8e                    | Jérôme Pineau         | France                | IAM                   | + 11 s                |
| 9e                    | Vasil Kiryienka       | Biélorussie           | Sky                   | + 13 s                |
| 10e                   | Christopher Froome    | Royaume-Uni           | Sky                   | + 14 s                |
| modifier              |                       |                       |                       |                       |

| Classement général | Classement général | Classement général | Classement général          | Classement général |
|                    | Coureur            | Pays               | Équipe                      | Temps              |
| ------------------ | ------------------ | ------------------ | --------------------------- | ------------------ |
| 1er                | Alberto Contador   | Espagne            | Tinkoff-Saxo                | en 3 h 11 min 43 s |
| 2e                 | Bob Jungels        | Luxembourg         | Trek Factory Racing         | + 0 s              |
| 3e                 | Beñat Intxausti    | Espagne            | Movistar                    | + 1 s              |
| 4e                 | Christopher Froome | Royaume-Uni        | Sky                         | + 8 s              |
| 5e                 | Sylvain Chavanel   | France             | IAM                         | + 8 s              |
| 6e                 | Peter Kennaugh     | Royaume-Uni        | Sky                         | + 12 s             |
| 7e                 | Ivan Basso         | Italie             | Tinkoff-Saxo                | + 17 s             |
| 8e                 | Edward Theuns      | Belgique           | Topsport Vlaanderen-Baloise | + 18 s             |
| 9e                 | John Degenkolb     | Allemagne          | Giant-Alpecin               | + 20 s             |
| 10e                | Michael Valgren    | Danemark           | Tinkoff-Saxo                | + 20 s             |
| modifier           |                    |                    |                             |                    |

### 2eétape
| Classement de l'étape | Classement de l'étape | Classement de l'étape | Classement de l'étape       | Classement de l'étape |
|                       | Coureur               | Pays                  | Équipe                      | Temps                 |
| --------------------- | --------------------- | --------------------- | --------------------------- | --------------------- |
| 1er                   | Juan José Lobato      | Espagne               | Movistar                    | en 4 h 51 min 57 s    |
| 2e                    | John Degenkolb        | Allemagne             | Giant-Alpecin               | m.t                   |
| 3e                    | Grega Bole            | Slovénie              | CCC Sprandi Polkowice       | m.t                   |
| 4e                    | Arthur Vichot         | France                | FDJ                         | m.t                   |
| 5e                    | Eduard Prades         | Espagne               | Caja Rural-Seguros RGA      | m.t                   |
| 6e                    | Daniele Ratto         | Italie                | UnitedHealthcare            | m.t                   |
| 7e                    | Peio Bilbao           | Espagne               | Caja Rural-Seguros RGA      | m.t                   |
| 8e                    | Edward Theuns         | Belgique              | Topsport Vlaanderen-Baloise | m.t                   |
| 9e                    | Huub Duyn             | Pays-Bas              | Roompot                     | m.t                   |
| 10e                   | Oliver Naesen         | Belgique              | Topsport Vlaanderen-Baloise | m.t                   |
| modifier              |                       |                       |                             |                       |

| Classement général | Classement général  | Classement général | Classement général          | Classement général |
|                    | Coureur             | Pays               | Équipe                      | Temps              |
| ------------------ | ------------------- | ------------------ | --------------------------- | ------------------ |
| 1er                | Alberto Contador    | Espagne            | Tinkoff-Saxo                | en 8 h 3 min 40 s  |
| 2e                 | Beñat Intxausti     | Espagne            | Movistar                    | + 1 s              |
| 3e                 | Christopher Froome  | Royaume-Uni        | Sky                         | + 8 s              |
| 4e                 | Sylvain Chavanel    | France             | IAM                         | + 8 s              |
| 5e                 | Peter Kennaugh      | Royaume-Uni        | Sky                         | + 12 s             |
| 6e                 | Ivan Basso          | Italie             | Tinkoff-Saxo                | + 17 s             |
| 7e                 | Edward Theuns       | Belgique           | Topsport Vlaanderen-Baloise | + 18 s             |
| 8e                 | John Degenkolb      | Allemagne          | Giant-Alpecin               | + 20 s             |
| 9e                 | Kanstantsin Siutsou | Biélorussie        | Sky                         | + 21 s             |
| 10e                | Mikel Nieve         | Espagne            | Sky                         | + 28 s             |
| modifier           |                     |                    |                             |                    |

### 3eétape
| Classement de l'étape | Classement de l'étape | Classement de l'étape | Classement de l'étape  | Classement de l'étape |
|                       | Coureur               | Pays                  | Équipe                 | Temps                 |
| --------------------- | --------------------- | --------------------- | ---------------------- | --------------------- |
| 1er                   | Alberto Contador      | Espagne               | Tinkoff-Saxo           | en 4 h 19 min 15 s    |
| 2e                    | Christopher Froome    | Royaume-Uni           | Sky                    | + 19 s                |
| 3e                    | Romain Bardet         | France                | AG2R La Mondiale       | + 1 min 39 s          |
| 4e                    | Beñat Intxausti       | Espagne               | Movistar               | + 1 min 58 s          |
| 5e                    | Mikel Nieve           | Espagne               | Sky                    | + 2 min 2 s           |
| 6e                    | Wilco Kelderman       | Pays-Bas              | Lotto NL-Jumbo         | + 2 min 5 s           |
| 7e                    | Merhawi Kudus         | Érythrée              | MTN-Qhubeka            | + 2 min 15 s          |
| 8e                    | Peter Kennaugh        | Royaume-Uni           | Sky                    | + 2 min 16 s          |
| 9e                    | Sébastien Reichenbach | Suisse                | IAM                    | + 2 min 30 s          |
| 10e                   | Sergio Pardilla       | Espagne               | Caja Rural-Seguros RGA | + 2 min 42 s          |
| modifier              |                       |                       |                        |                       |

| Classement général | Classement général  | Classement général | Classement général | Classement général  |
|                    | Coureur             | Pays               | Équipe             | Temps               |
| ------------------ | ------------------- | ------------------ | ------------------ | ------------------- |
| 1er                | Alberto Contador    | Espagne            | Tinkoff-Saxo       | en 12 h 22 min 55 s |
| 2e                 | Christopher Froome  | Royaume-Uni        | Sky                | + 27 s              |
| 3e                 | Beñat Intxausti     | Espagne            | Movistar           | + 1 min 59 s        |
| 4e                 | Romain Bardet       | France             | AG2R La Mondiale   | + 2 min 13 s        |
| 5e                 | Peter Kennaugh      | Royaume-Uni        | Sky                | + 2 min 28 s        |
| 6e                 | Mikel Nieve         | Espagne            | Sky                | + 2 min 30 s        |
| 7e                 | Kanstantsin Siutsou | Biélorussie        | Sky                | + 3 min 19 s        |
| 8e                 | Sylvain Chavanel    | France             | IAM                | + 3 min 41 s        |
| 9e                 | Nicolas Edet        | France             | Cofidis            | + 4 min 10 s        |
| 10e                | Gorka Izagirre      | Espagne            | Movistar           | + 4 min 15 s        |
| modifier           |                     |                    |                    |                     |

### 4eétape
| Classement de l'étape | Classement de l'étape | Classement de l'étape | Classement de l'étape | Classement de l'étape |
|                       | Coureur               | Pays                  | Équipe                | Temps                 |
| --------------------- | --------------------- | --------------------- | --------------------- | --------------------- |
| 1er                   | Christopher Froome    | Royaume-Uni           | Sky                   | en 5 h 8 min 54 s     |
| 2e                    | Alberto Contador      | Espagne               | Tinkoff-Saxo          | + 28 s                |
| 3e                    | Mikel Nieve           | Espagne               | Sky                   | + 49 s                |
| 4e                    | Sylwester Szmyd       | Pologne               | CCC Sprandi Polkowice | + 59 s                |
| 5e                    | Beñat Intxausti       | Espagne               | Movistar              | + 1 min 0 s           |
| 6e                    | Wilco Kelderman       | Pays-Bas              | Lotto NL-Jumbo        | + 1 min 13 s          |
| 7e                    | Sébastien Reichenbach | Suisse                | IAM                   | + 1 min 26 s          |
| 8e                    | Romain Bardet         | France                | AG2R La Mondiale      | + 1 min 27 s          |
| 9e                    | Nicolas Edet          | France                | Cofidis               | + 1 min 27 s          |
| 10e                   | Jurgen Van den Broeck | Belgique              | Lotto-Soudal          | + 1 min 38 s          |
| modifier              |                       |                       |                       |                       |

| Classement général | Classement général  | Classement général | Classement général     | Classement général  |
|                    | Coureur             | Pays               | Équipe                 | Temps               |
| ------------------ | ------------------- | ------------------ | ---------------------- | ------------------- |
| 1er                | Christopher Froome  | Royaume-Uni        | Sky                    | en 17 h 32 min 16 s |
| 2e                 | Alberto Contador    | Espagne            | Tinkoff-Saxo           | + 2 s               |
| 3e                 | Beñat Intxausti     | Espagne            | Movistar               | + 2 min 32 s        |
| 4e                 | Mikel Nieve         | Espagne            | Sky                    | + 2 min 52 s        |
| 5e                 | Romain Bardet       | France             | AG2R La Mondiale       | + 3 min 13 s        |
| 6e                 | Peter Kennaugh      | Royaume-Uni        | Sky                    | + 3 min 50 s        |
| 7e                 | Kanstantsin Siutsou | Biélorussie        | Sky                    | + 5 min 7 s         |
| 8e                 | Nicolas Edet        | France             | Cofidis                | + 5 min 10 s        |
| 9e                 | Sylvain Chavanel    | France             | IAM                    | + 5 min 30 s        |
| 10e                | Sergio Pardilla     | Espagne            | Caja Rural-Seguros RGA | + 5 min 44 s        |
| modifier           |                     |                    |                        |                     |

### 5eétape
| Classement de l'étape | Classement de l'étape | Classement de l'étape | Classement de l'étape | Classement de l'étape |
|                       | Coureur               | Pays                  | Équipe                | Temps                 |
| --------------------- | --------------------- | --------------------- | --------------------- | --------------------- |
| 1er                   | Juan José Lobato      | Espagne               | Movistar              | en 3 h 48 min 56 s    |
| 2e                    | John Degenkolb        | Allemagne             | Giant-Alpecin         | + 1 s                 |
| 3e                    | Sylvain Chavanel      | France                | IAM                   | + 2 s                 |
| 4e                    | Pim Ligthart          | Pays-Bas              | Lotto-Soudal          | + 2 s                 |
| 5e                    | Grega Bole            | Slovénie              | CCC Sprandi Polkowice | + 2 s                 |
| 6e                    | Christopher Froome    | Royaume-Uni           | Sky                   | + 2 s                 |
| 7e                    | Moreno Hofland        | Pays-Bas              | Lotto NL-Jumbo        | + 2 s                 |
| 8e                    | Jan Bakelants         | Belgique              | AG2R La Mondiale      | + 2 s                 |
| 9e                    | Alberto Contador      | Espagne               | Tinkoff-Saxo          | + 2 s                 |
| 10e                   | Nicolas Edet          | France                | Cofidis               | + 2 s                 |
| modifier              |                       |                       |                       |                       |

## Classements finals

### Classement général final
| Classement général final | Classement général final | Classement général final | Classement général final | Classement général final |
|                          | Coureur                  | Pays                     | Équipe                   | Temps                    |
| ------------------------ | ------------------------ | ------------------------ | ------------------------ | ------------------------ |
| 1er                      | Christopher Froome       | Royaume-Uni              | Sky                      | en 21 h 21 min 14 s      |
| 2e                       | Alberto Contador         | Espagne                  | Tinkoff-Saxo             | + 2 s                    |
| 3e                       | Beñat Intxausti          | Espagne                  | Movistar                 | + 2 min 38 s             |
| 4e                       | Mikel Nieve              | Espagne                  | Sky                      | + 3 min 5 s              |
| 5e                       | Romain Bardet            | France                   | AG2R La Mondiale         | + 3 min 13 s             |
| 6e                       | Peter Kennaugh           | Royaume-Uni              | Sky                      | + 4 min 3 s              |
| 7e                       | Nicolas Edet             | France                   | Cofidis                  | + 5 min 10 s             |
| 8e                       | Kanstantsin Siutsou      | Biélorussie              | Sky                      | + 5 min 17 s             |
| 9e                       | Sylvain Chavanel         | France                   | IAM                      | + 5 min 30 s             |
| 10e                      | Bob Jungels              | Luxembourg               | Trek Factory Racing      | + 5 min 50 s             |
| modifier                 |                          |                          |                          |                          |

### Classements annexes
| Classement par points | Classement par points | Classement par points | Classement par points | Classement par points |
| --------------------- | --------------------- | --------------------- | --------------------- | --------------------- |
|                       | Coureur               | Pays                  | Équipe                | Point(s)              |
| 1er                   | Christopher Froome    | Royaume-Uni           | Sky                   | 67 points             |
| 2e                    | Alberto Contador      | Espagne               | Tinkoff-Saxo          | 66 pts                |
| 3e                    | Juan José Lobato      | Espagne               | Movistar              | 50 pts                |
| modifier              |                       |                       |                       |                       |

| Classement de la montagne | Classement de la montagne | Classement de la montagne | Classement de la montagne | Classement de la montagne |
| ------------------------- | ------------------------- | ------------------------- | ------------------------- | ------------------------- |
|                           | Coureur                   | Pays                      | Équipe                    | Point(s)                  |
| 1er                       | Peio Bilbao               | Espagne                   | Caja Rural-Seguros RGA    | 22 points                 |
| 2e                        | Christopher Froome        | Royaume-Uni               | Sky                       | 20 pts                    |
| 3e                        | Alberto Contador          | Espagne                   | Tinkoff-Saxo              | 18 pts                    |
| modifier                  |                           |                           |                           |                           |

| Classement des Metas Volantes | Classement des Metas Volantes | Classement des Metas Volantes | Classement des Metas Volantes | Classement des Metas Volantes |
| ----------------------------- | ----------------------------- | ----------------------------- | ----------------------------- | ----------------------------- |
|                               | Coureur                       | Pays                          | Équipe                        | Point(s)                      |
| 1er                           | Simon Geschke                 | Allemagne                     | Giant-Alpecin                 | 11 points                     |
| 2e                            | Pieter Jacobs                 | Belgique                      | Topsport Vlaanderen-Baloise   | 7 pts                         |
| 3e                            | Sjoerd van Ginneken           | Pays-Bas                      | Roompot                       | 5 pts                         |
| modifier                      |                               |                               |                               |                               |

| Classement par équipes | Classement par équipes | Classement par équipes | Classement par équipes |
|                        | Équipe                 | Pays                   | Temps                  |
| ---------------------- | ---------------------- | ---------------------- | ---------------------- |
| 1re                    | Sky                    | Royaume-Uni            | en 64 h 10 min 26 s    |
| 2e                     | Movistar               | Espagne                | + 9 min 30 s           |
| 3e                     | IAM                    | Suisse                 | + 11 min 39 s          |
| modifier               |                        |                        |                        |

| Classement du combiné | Classement du combiné | Classement du combiné | Classement du combiné | Classement du combiné |
| --------------------- | --------------------- | --------------------- | --------------------- | --------------------- |
|                       | Coureur               | Pays                  | Équipe                | Point(s)              |
| 1er                   | Christopher Froome    | Royaume-Uni           | Sky                   | 4 points              |
| 2e                    | Alberto Contador      | Espagne               | Tinkoff-Saxo          | 7 pts                 |
| 3e                    | Beñat Intxausti       | Espagne               | Movistar              | 18 pts                |
| modifier              |                       |                       |                       |                       |

| Classement du meilleur coureur andalou | Classement du meilleur coureur andalou | Classement du meilleur coureur andalou | Classement du meilleur coureur andalou | Classement du meilleur coureur andalou |
|                                        | Coureur                                | Pays                                   | Équipe                                 | Temps                                  |
| -------------------------------------- | -------------------------------------- | -------------------------------------- | -------------------------------------- | -------------------------------------- |
| 1er                                    | Luis Ángel Maté                        | Espagne                                | Cofidis                                | en 21 h 29 min 58 s                    |
| 2e                                     | Javier Moreno                          | Espagne                                | Movistar                               | + 2 min 0 s                            |
| 3e                                     | Juan José Lobato                       | Espagne                                | Movistar                               | + 28 min 32 s                          |
| modifier                               |                                        |                                        |                                        |                                        |

| \| Classement du meilleur coureur espagnol[9] \| Classement du meilleur coureur espagnol[9] \| Classement du meilleur coureur espagnol[9] \| Classement du meilleur coureur espagnol[9] \| Classement du meilleur coureur espagnol[9] \| \| \| Coureur \| Pays \| Équipe \| Temps \| \| ------------------------------------------ \| ------------------------------------------ \| ------------------------------------------ \| ------------------------------------------ \| ------------------------------------------ \| \| 1er \| Alberto Contador \| Espagne \| Tinkoff-Saxo \| en 21 h 21 min 16 s \| \| 2e \| Beñat Intxausti \| Espagne \| Movistar \| + 2 min 36 s \| \| 3e \| Mikel Nieve \| Espagne \| Sky \| + 3 min 3 s \| \| modifier \| \| \| \| \| |                  |         |              |                     |
| Classement du meilleur coureur espagnol |                  |         |              |                     |
| | Coureur          | Pays    | Équipe       | Temps               |
| 1er | Alberto Contador | Espagne | Tinkoff-Saxo | en 21 h 21 min 16 s |
| 2e | Beñat Intxausti  | Espagne | Movistar     | + 2 min 36 s        |
| 3e | Mikel Nieve      | Espagne | Sky          | + 3 min 3 s         |
| modifier |                  |         |              |                     |

### UCI Europe Tour
Ce Tour d'Andalousie attribue des points pour l'UCI Europe Tour 2015, par équipes seulement aux coureurs des équipes continentales professionnelles et continentales, individuellement à tous les coureurs sauf ceux faisant partie d'une équipe ayant un label WorldTeam.
| Position,          | 1er | 2e | 3e | 4e | 5e | 6e | 7e | 8e | 9e | 10e | 11e | 12e |
| Classement général | 80  | 56 | 32 | 24 | 20 | 16 | 12 | 8  | 7  | 6   | 5   | 3   |
| Par étape          | 16  | 11 | 6  | 5  | 4  | 2  |    |    |    |     |     |     |
| Leader, par étape  | 8   |    |    |    |    |    |    |    |    |     |     |     |

| Cycliste            | Équipe                 | Général | Étape | Leader | Total |
| ------------------- | ---------------------- | ------- | ----- | ------ | ----- |
| Grega Bole          | CCC Sprandi Polkowice  | -       | 16    | -      | 16    |
| Nicolas Edet        | Cofidis                | 12      | -     | -      | 12    |
| Sergio Pardilla     | Caja Rural-Seguros RGA | 5       | -     | -      | 5     |
| Sylwester Szmyd     | CCC Sprandi Polkowice  | -       | 5     | -      | 5     |
| Michael Van Staeyen | Cofidis                | -       | 5     | -      | 5     |
| Tyler Farrar        | MTN-Qhubeka            | -       | 4     | -      | 4     |
| Eduard Prades       | Caja Rural-Seguros RGA | -       | 4     | -      | 4     |
| Daniele Ratto       | UnitedHealthcare       | -       | 2     | -      | 2     |
| Mirko Selvaggi      | Wanty-Groupe Gobert    | -       | 2     | -      | 2     |

## Évolution des classements
| Étape              | Vainqueur          | Classement général | Classement par points | Classement de la montagne | Classement des Metas Volantes | Classement par équipes |
| ------------------ | ------------------ | ------------------ | --------------------- | ------------------------- | ----------------------------- | ---------------------- |
| 1a                 | Pim Ligthart       | Pim Ligthart       | Pim Ligthart          | Kanstantsin Siutsou       | Peter Kennaugh                | Sky                    |
| 1b                 | Javier Moreno      | Alberto Contador   | Pim Ligthart          | Kanstantsin Siutsou       | Peter Kennaugh                | Sky                    |
| 2                  | Juan José Lobato   | Alberto Contador   | Grega Bole            | Kanstantsin Siutsou       | Sjoerd van Ginneken           | Sky                    |
| 3                  | Alberto Contador   | Alberto Contador   | Alberto Contador      | Peio Bilbao               | Pieter Jacobs                 | Sky                    |
| 4                  | Christopher Froome | Christopher Froome | Alberto Contador      | Christopher Froome        | Simon Geschke                 | Sky                    |
| 5                  | Juan José Lobato   | Christopher Froome | Christopher Froome    | Peio Bilbao               | Simon Geschke                 | Sky                    |
| Classements finals | Classements finals | Christopher Froome | Christopher Froome    | Peio Bilbao               | Simon Geschke                 | Sky                    |

## Liste des participants
- Liste de départ complète

| Légende                             | Légende                                                                                                  | Légende                                 | Légende                                                                                         |
| ----------------------------------- | --- | --------------------------------------- | ----------------------------------------------------------------------------------------------- |
| Num                                 | Dossard de départ porté par le coureur sur ce Tour d'Andalousie                                          | Pos                                     | Position finale au classement général                                                           |
| Leader du classement général        | Indique le vainqueur du classement général                                                               | Leader du classement par points         | Indique le vainqueur du classement par points                                                   |
| Leader du classement de la montagne | Indique le vainqueur du classement de la montagne                                                        | Leader du classement des Metas Volantes | Indique le vainqueur du classement des Metas Volantes                                           |
|                                     | Indique un maillot de champion national ou mondial, suivi de sa spécialité                               | #                                       | Indique la meilleure équipe                                                                     |
| NP                                  | Indique un coureur qui n'a pas pris le départ d'une étape, suivi du numéro de l'étape où il s'est retiré | AB                                      | Indique un coureur qui n'a pas terminé une étape, suivi du numéro de l'étape où il s'est retiré |
| HD                                  | Indique un coureur qui a terminé une étape hors des délais, suivi du numéro de l'étape                   |                                         |                                                                                                 |

| Movistar MOV                          | Movistar MOV            | Movistar MOV |
| ------------------------------------- | ----------------------- | ------------ |
| Num                                   | Coureur                 | Pos          |
| 1                                     | Juan José Lobato (ESP)  | 74e          |
| 2                                     | Eros Capecchi (ITA)     | 84e          |
| 3                                     | Beñat Intxausti (ESP)   | 3e           |
| 4                                     | Gorka Izagirre (ESP)    | 16e          |
| 5                                     | Javier Moreno (ESP)     | 24e          |
| 6                                     | José Herrada (ESP)      | 30e          |
| 7                                     | Giovanni Visconti (ITA) | NP-4         |
| Directeur sportif : José Luis Arrieta |                         |              |

| Sky # SKY                       | Sky # SKY                       | Sky # SKY |
| ------------------------------- | ------------------------------- | --------- |
| Num                             | Coureur                         | Pos       |
| 11                              | Christopher Froome (GBR)        | 1er       |
| 12                              | Peter Kennaugh (GBR) (Route)    | 6e        |
| 13                              | Vasil Kiryienka (BLR)           | AB-4      |
| 14                              | Mikel Nieve (ESP)               | 4e        |
| 15                              | Nicolas Roche (IRL)             | 34e       |
| 16                              | Kanstantsin Siutsou (BLR) (Clm) | 8e        |
| 17                              | Xabier Zandio (ESP)             | 110e      |
| Directeur sportif : Dario Cioni |                                 |           |

| Caja Rural-Seguros RGA CJR             | Caja Rural-Seguros RGA CJR | Caja Rural-Seguros RGA CJR |
| -------------------------------------- | -------------------------- | -------------------------- |
| Num                                    | Coureur                    | Pos                        |
| 21                                     | David Arroyo (ESP)         | 41e                        |
| 22                                     | Sergio Pardilla (ESP)      | 11e                        |
| 23                                     | Eduard Prades (ESP)        | 90e                        |
| 24                                     | Ángel Madrazo (ESP)        | AB-4                       |
| 25                                     | Peio Bilbao (ESP)          | 106e                       |
| 26                                     | Hugh Carthy (GBR)          | 81e                        |
| 27                                     | Francesco Lasca (ITA)      | AB-5                       |
| Directeur sportif : Eugenio Goikoetxea |                            |                            |

| Tinkoff-Saxo TCS                    | Tinkoff-Saxo TCS               | Tinkoff-Saxo TCS |
| ----------------------------------- | ------------------------------ | ---------------- |
| Num                                 | Coureur                        | Pos              |
| 31                                  | Alberto Contador (ESP)         | 2e               |
| 32                                  | Ivan Basso (ITA)               | 28e              |
| 33                                  | Jesús Hernández Blázquez (ESP) | 64e              |
| 34                                  | Sérgio Paulinho (POR)          | 93e              |
| 35                                  | Evgueni Petrov (RUS)           | 117e             |
| 36                                  | Matteo Tosatto (ITA)           | 113e             |
| 37                                  | Michael Valgren (DEN) (Route)  | 72e              |
| Directeur sportif : Steven de Jongh |                                |                  |

| Lotto-Soudal LTS                | Lotto-Soudal LTS            | Lotto-Soudal LTS |
| ------------------------------- | --------------------------- | ---------------- |
| Num                             | Coureur                     | Pos              |
| 41                              | Jurgen Van den Broeck (BEL) | 22e              |
| 42                              | Bart De Clercq (BEL)        | 53e              |
| 43                              | Pim Ligthart (NED)          | 54e              |
| 44                              | Maxime Monfort (BEL)        | 12e              |
| 45                              | Jelle Vanendert (BEL)       | 65e              |
| 46                              | Louis Vervaeke (BEL)        | AB-1b            |
| 47                              | Tim Wellens (BEL)           | 109e             |
| Directeur sportif : Bart Leysen |                             |                  |

| FDJ                               | FDJ                    | FDJ   |
| --------------------------------- | ---------------------- | ----- |
| Num                               | Coureur                | Pos   |
| 51                                | Cédric Pineau (FRA)    | 59e   |
| 52                                | Alexandre Geniez (FRA) | AB-1b |
| 53                                | Murilo Fischer (BRA)   | NP-3  |
| 54                                | Kenny Elissonde (FRA)  | 40e   |
| 55                                | Anthony Roux (FRA)     | AB-5  |
| 56                                | Jérémy Roy (FRA)       | 47e   |
| 57                                | Arthur Vichot (FRA)    | 61e   |
| Directeur sportif : Franck Pineau |                        |       |

| Giant-Alpecin TGA                        | Giant-Alpecin TGA         | Giant-Alpecin TGA |
| ---------------------------------------- | ------------------------- | ----------------- |
| Num                                      | Coureur                   | Pos               |
| 61                                       | John Degenkolb (GER)      | 71e               |
| 62                                       | Johannes Fröhlinger (GER) | 82e               |
| 63                                       | Koen de Kort (NED)        | 85e               |
| 64                                       | Caleb Fairly (USA)        | AB-5              |
| 65                                       | Simon Geschke (GER)       | 62e               |
| 66                                       | Tobias Ludvigsson (SWE)   | NP-2              |
| 67                                       | Daan Olivier (NED)        | 67e               |
| Directeur sportif : Christian Guiberteau |                           |                   |

| AG2R La Mondiale ALM              | AG2R La Mondiale ALM         | AG2R La Mondiale ALM |
| --------------------------------- | ---------------------------- | -------------------- |
| Num                               | Coureur                      | Pos                  |
| 71                                | Jean-Christophe Péraud (FRA) | 58e                  |
| 72                                | Jan Bakelants (BEL)          | 39e                  |
| 73                                | Blel Kadri (FRA)             | AB-1a                |
| 74                                | Sébastien Minard (FRA)       | 69e                  |
| 75                                | Romain Bardet (FRA)          | 5e                   |
| 76                                | Christophe Riblon (FRA)      | 103e                 |
| 77                                | Johan Vansummeren (BEL)      | 95e                  |
| Directeur sportif : Julien Jurdie |                              |                      |

| Trek Factory Racing TFR          | Trek Factory Racing TFR     | Trek Factory Racing TFR |
| -------------------------------- | --------------------------- | ----------------------- |
| Num                              | Coureur                     | Pos                     |
| 81                               | Bauke Mollema (NED)         | NP-3                    |
| 82                               | Bob Jungels (LUX)           | 10e                     |
| 83                               | Stijn Devolder (BEL)        | 112e                    |
| 84                               | Fränk Schleck (LUX) (Route) | AB-1b                   |
| 85                               | Jesse Sergent (NZL)         | NP-5                    |
| 86                               | Fábio Silvestre (POR)       | 78e                     |
| 87                               | Haimar Zubeldia (ESP)       | 35e                     |
| Directeur sportif : Kim Andersen |                             |                         |

| IAM                                 | IAM                          | IAM  |
| ----------------------------------- | ---------------------------- | ---- |
| Num                                 | Coureur                      | Pos  |
| 91                                  | Jérôme Pineau (FRA)          | 56e  |
| 92                                  | Jérôme Coppel (FRA)          | 14e  |
| 93                                  | Marcel Wyss (SUI)            | 43e  |
| 94                                  | Pirmin Lang (SUI)            | AB-5 |
| 95                                  | Sylvain Chavanel (FRA) (Clm) | 9e   |
| 96                                  | Sébastien Reichenbach (SUI)  | 17e  |
| 97                                  | Aleksejs Saramotins (LAT)    | AB-4 |
| Directeur sportif : Kjell Carlström |                              |      |

| Lotto NL-Jumbo TLJ                | Lotto NL-Jumbo TLJ       | Lotto NL-Jumbo TLJ |
| --------------------------------- | ------------------------ | ------------------ |
| Num                               | Coureur                  | Pos                |
| 101                               | Wilco Kelderman (NED)    | 19e                |
| 102                               | Laurens ten Dam (NED)    | AB-5               |
| 103                               | Steven Kruijswijk (NED)  | NP-5               |
| 104                               | Tom Leezer (NED)         | 49e                |
| 105                               | Moreno Hofland (NED)     | 75e                |
| 106                               | Maarten Tjallingii (NED) | 79e                |
| 107                               | Jos van Emden (NED)      | 102e               |
| Directeur sportif : Merijn Zeeman |                          |                    |

| MTN-Qhubeka MTN                    | MTN-Qhubeka MTN          | MTN-Qhubeka MTN |
| ---------------------------------- | ------------------------ | --------------- |
| Num                                | Coureur                  | Pos             |
| 111                                | Matthew Brammeier (IRL)  | 104e            |
| 112                                | Tyler Farrar (USA)       | 73e             |
| 113                                | Steve Cummings (GBR)     | NP-2            |
| 114                                | Nicolas Dougall (RSA)    | 116e            |
| 115                                | Songezo Jim (RSA)        | 108e            |
| 116                                | Jay Robert Thomson (RSA) | 97e             |
| 117                                | Merhawi Kudus (ERI)      | 20e             |
| Directeur sportif : Alex Sans Vega |                          |                 |

| Wanty-Groupe Gobert WGG                 | Wanty-Groupe Gobert WGG | Wanty-Groupe Gobert WGG |
| --------------------------------------- | ----------------------- | ----------------------- |
| Num                                     | Coureur                 | Pos                     |
| 121                                     | Enrico Gasparotto (ITA) | 51e                     |
| 122                                     | Francis De Greef (BEL)  | 33e                     |
| 123                                     | Jan Ghyselinck (BEL)    | AB-2                    |
| 124                                     | Yannick Eijssen (BEL)   | 25e                     |
| 125                                     | Marco Minnaard (NED)    | AB-5                    |
| 126                                     | Danilo Napolitano (ITA) | 111e                    |
| 127                                     | Mirko Selvaggi (ITA)    | 50e                     |
| Directeur sportif : Jean-Marc Rossignon |                         |                         |

| Europcar EUC                         | Europcar EUC             | Europcar EUC |
| ------------------------------------ | ------------------------ | ------------ |
| Num                                  | Coureur                  | Pos          |
| 131                                  | Pierre Rolland (FRA)     | 29e          |
| 132                                  | Romain Sicard (FRA)      | 45e          |
| 133                                  | Vincent Jérôme (FRA)     | 100e         |
| 134                                  | Maxime Méderel (FRA)     | 44e          |
| 135                                  | Jimmy Engoulvent (FRA)   | HD-3         |
| 136                                  | Cyril Gautier (FRA)      | 23e          |
| 137                                  | Fabrice Jeandesboz (FRA) | 70e          |
| Directeur sportif : Benoît Génauzeau |                          |              |

| Topsport Vlaanderen-Baloise TSV       | Topsport Vlaanderen-Baloise TSV | Topsport Vlaanderen-Baloise TSV |
| ------------------------------------- | ------------------------------- | ------------------------------- |
| Num                                   | Coureur                         | Pos                             |
| 141                                   | Oliver Naesen (BEL)             | 57e                             |
| 142                                   | Amaury Capiot (BEL)             | 91e                             |
| 143                                   | Arthur Vanoverberghe (BEL)      | AB-1a                           |
| 144                                   | Eliot Lietaer (BEL)             | 86e                             |
| 145                                   | Edward Theuns (BEL)             | 60e                             |
| 146                                   | Sander Helven (BEL)             | 114e                            |
| 147                                   | Pieter Jacobs (BEL)             | 92e                             |
| Directeur sportif : Walter Planckaert |                                 |                                 |

| RusVelo RVL                           | RusVelo RVL               | RusVelo RVL |
| ------------------------------------- | ------------------------- | ----------- |
| Num                                   | Coureur                   | Pos         |
| 151                                   | Sergey Firsanov (RUS)     | 13e         |
| 152                                   | Alexander Foliforov (RUS) | 15e         |
| 153                                   | Aleksandr Komin (RUS)     | AB-3        |
| 154                                   | Roman Kustadinchev (RUS)  | 107e        |
| 155                                   | Alexander Rybakov (RUS)   | 94e         |
| 156                                   |                           |             |
| 157                                   | Andrey Solomennikov (RUS) | 80e         |
| Directeur sportif : Alexander Efimkin |                           |             |

| Roompot ROO                       | Roompot ROO               | Roompot ROO |
| --------------------------------- | ------------------------- | ----------- |
| Num                               | Coureur                   | Pos         |
| 161                               | Marc de Maar (NED)        | 76e         |
| 162                               | Johnny Hoogerland (NED)   | 27e         |
| 163                               | Sjoerd van Ginneken (NED) | 101e        |
| 164                               | Huub Duyn (NED)           | 42e         |
| 165                               | Reinier Honig (NED)       | 98e         |
| 166                               | Dylan Groenewegen (NED)   | 115e        |
| 167                               | Brian van Goethem (NED)   | 66e         |
| Directeur sportif : Erik Breukink |                           |             |

| Cofidis COF                     | Cofidis COF               | Cofidis COF |
| ------------------------------- | ------------------------- | ----------- |
| Num                             | Coureur                   | Pos         |
| 171                             | Daniel Navarro (ESP)      | AB-4        |
| 172                             | Romain Hardy (ESP)        | 52e         |
| 173                             | Luis Ángel Maté (ESP)     | 18e         |
| 174                             | Nicolas Edet (ESP)        | 7e          |
| 175                             | Kenneth Vanbilsen (BEL)   | AB-1b       |
| 176                             | Michael Van Staeyen (BEL) | 99e         |
| 177                             | Gert Jõeäär (EST) (Clm)   | 96e         |
| Directeur sportif : Didier Rous |                           |             |

| UnitedHealthcare UHC                | UnitedHealthcare UHC     | UnitedHealthcare UHC |
| ----------------------------------- | ------------------------ | -------------------- |
| Num                                 | Coureur                  | Pos                  |
| 181                                 | Janez Brajkovič (SLO)    | AB-4                 |
| 182                                 | Alessandro Bazzana (ITA) | AB-5                 |
| 183                                 | Marco Canola (ITA)       | AB-4                 |
| 184                                 | Jonathan Clarke (AUS)    | 89e                  |
| 185                                 | Lucas Euser (USA)        | AB-5                 |
| 186                                 | Christopher Jones (USA)  | 87e                  |
| 187                                 | Daniele Ratto (ITA)      | 55e                  |
| Directeur sportif : Roberto Damiani |                          |                      |

| Colombia COL                          | Colombia COL               | Colombia COL |
| ------------------------------------- | -------------------------- | ------------ |
| Num                                   | Coureur                    | Pos          |
| 191                                   | Alex Cano (COL)            | 38e          |
| 192                                   | Fabio Duarte (COL)         | AB-4         |
| 193                                   | Edward Díaz (COL)          | 21e          |
| 194                                   | Miguel Ángel Rubiano (COL) | 77e          |
| 195                                   | Carlos Quintero (COL)      | 46e          |
| 196                                   | Rodolfo Torres (COL)       | 36e          |
| 197                                   | Juan Pablo Valencia (COL)  | 88e          |
| Directeur sportif : Oscar Pelliccioli |                            |              |

| CCC Sprandi Polkowice CCC         | CCC Sprandi Polkowice CCC | CCC Sprandi Polkowice CCC |
| --------------------------------- | ------------------------- | ------------------------- |
| Num                               | Coureur                   | Pos                       |
| 201                               | Sylwester Szmyd (POL)     | 31e                       |
| 202                               | Adrian Honkisz (POL)      | 105e                      |
| 203                               | Maciej Paterski (POL)     | 37e                       |
| 204                               | Łukasz Owsian (POL)       | AB-1b                     |
| 205                               | Grega Bole (SLO)          | 68e                       |
| 206                               | Branislau Samoilau (BLR)  | 63e                       |
| 207                               | Stefan Schumacher (GER)   | AB-2                      |
| Directeur sportif : Piotr Wadecki |                           |                           |

| Burgos BH BUR                     | Burgos BH BUR           | Burgos BH BUR |
| --------------------------------- | ----------------------- | ------------- |
| Num                               | Coureur                 | Pos           |
| 211                               | David Belda (ESP)       | 32e           |
| 212                               | Jesús del Pino (ESP)    | 48e           |
| 213                               | Darío Hernández (ESP)   | AB-4          |
| 214                               | Ibai Salas (ESP)        | 83e           |
| 215                               | Sebastián Mascaro (ESP) | AB-3          |
| 216                               | Víctor Martín (ESP)     | 26e           |
| 217                               | Igor Merino (ESP)       | AB-5          |
| Directeur sportif : Diego Gallego |                         |               |